# ダリン・スミス (野球)
ダリン・スミス（Darryn Smith、1975年8月2日 - ）は南アフリカ共和国クワズール・ナタール州ダーバン出身の野球選手。現在は国内リーグのRocketsでプレーしている。ポジションは投手。右投右打。身長190cm、体重81kg。
130 km/h前後の速球と縦に割れるカーブを武器とする。2006年のWBCでは南アフリカ代表に選出され、メキシコ戦で登板を果たした。
2007年のIBAFワールドカップでも代表に選出された。
2009年のWBCでも南アフリカ代表に選出されたが、登板はなかった。